# Чемпіонат світу з трекових велоперегонів 1987
Чемпіонат світу з трекових велоперегонів 1987 проходив в 1987 році у Відні, Австрія. Усього на чемпіонаті розіграли 14 комплектів нагород — 12 у чоловіків та 2 у жінок.

## Медалісти

### Чоловіки
Професіонали
| Дисципліна                         | Золото             | Срібло            | Бронза            |
| Спринт                             | Тавара Нобуюкі     | Мацуі Хідеюкі     | Клаудіо Ґолінеллі |
| Індивідуальна гонка переслідування | Ханс-Хенрік Ерстед | Єспер Ворре       | Ентоні Дойл       |
| Кейрін                             | Хонда Харумі       | Клаудіо Ґолінеллі | Урс Фройлер       |
| Гонка за очками                    | Урс Фройлер        | Ентоні Дойл       | Рожер Ілежемс     |
| Гонка за лідером                   | Макс Хюрцелер      | Денні Кларк       | Вернер Бетц       |

Аматори
| Дисципліна                         | Золото                                                                 | Срібло                                                      | Бронза                                                                     |
| Спринт                             | Лютц Хессліх                                                           | Біл Хук                                                     | Міхаель Хюбнер                                                             |
| Гіт на 1000 м                      | Мартін Віннікомб                                                       | Єнс Ґлюкліх                                                 | Костянтин Храбцов                                                          |
| Індивідуальна гонка переслідування | Гінтаутас Умарас                                                       | В'ячеслав Єкімов                                            | Артурас Каспутіс                                                           |
| Командна гонка переслідування      | СРСР В'ячеслав Єкімов Олександр Краснов Віктор Манаков Сергій Хмелінін | НДР Штеффен Блохвітц Дірк Майєр Карстен Вольф Роланд Хенніг | Чехословаччина Павел Соукуп Мірослав Кундера Сватоплук Бухта Мірослав Юнец |
| Спринт на тандемах                 | Франція Фабріс Кола Фредерік Маньє                                     | Італія Андреа Фачіні Роберто Нікотті                        | Чехословаччина Вітєзслав Воборжіл Любомір Гарґаш                           |
| Гонка за лідером                   | Маріо Джентілі                                                         | Вінченцо Коламартіно                                        | Роланд Кьонгсхофер                                                         |
| Гонка за очками                    | Марат Ганєєв                                                           | Уве Мессершмідт                                             | Паскаль Ліно                                                               |

### Жінки
| Дисципліна                         | Золото        | Срібло             | Бронза           |
| Спринт                             | Еріка Салумяе | Кріста Ротенбургер | Конні Параскевін |
| Індивідуальна гонка переслідування | Ребекка Твіґ  | Жанні Лонго        | Майнді Мейфілд   |

## Загальний медальний залік
| Місце  | Країна          | Золото | Срібло | Бронза | Загалом |
| ------ | --------------- | ------ | ------ | ------ | ------- |
| 1      | СРСР            | 4      | 1      | 2      | 7       |
| 2      | Японія          | 2      | 1      |        | 3       |
| 3      | Швейцарія       | 2      |        | 1      | 3       |
| 4      | НДР             | 1      | 4      | 1      | 6       |
| 5      | Італія          | 1      | 3      | 1      | 5       |
| 6      | Франція         | 1      | 1      | 1      | 3       |
| 7      | Австралія       | 1      | 1      |        | 2       |
| 7      | Данія           | 1      | 1      |        | 2       |
| 9      | США             | 1      |        | 2      | 3       |
| 10     | Велика Британія |        | 1      | 1      | 2       |
| 10     | ФРН             |        | 1      | 1      | 2       |
| 12     | Чехословаччина  |        |        | 2      | 2       |
| 13     | Австрія         |        |        | 1      | 1       |
| 13     | Бельгія         |        |        | 1      | 1       |
| Всього | Всього          | 14     | 14     | 14     | 42      |